# 디온 테일러

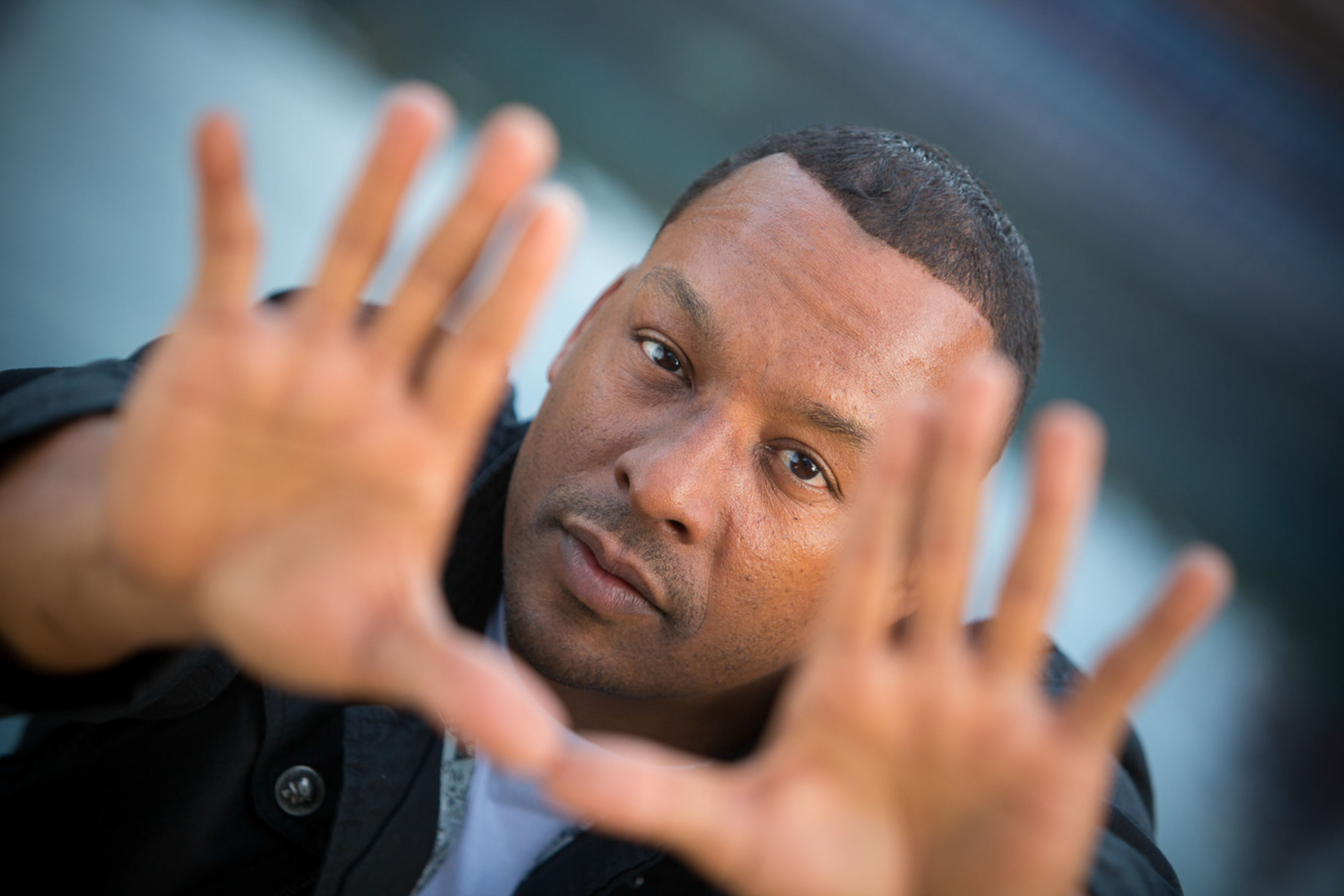

디온 테일러(Deon Taylor)는 미국의 영화 제작자이다. 히든 엠파이어 필릅 그룹(Hidden Empire Film Group)의 설립자이다.

## 생애
시카고에서 태어나 인디애나주 게리에서 성장했다. 고등학교 시절 형제와 어머니는 캘리포니아주 새크라멘토로 이사했다.
테일러는 현재 캘리포니아주 새크라멘토에 있으며 그곳과 로스엔젤레스에서 영화 촬영을 하고 있다.

## 참여 작품

### 영화
- 블랙 앤 블루 (영화)
- 파탈

### 뮤직 비디오
- 2015년 "In Love by Now" - 제이미 폭스